# Auslöser (Fotografie)

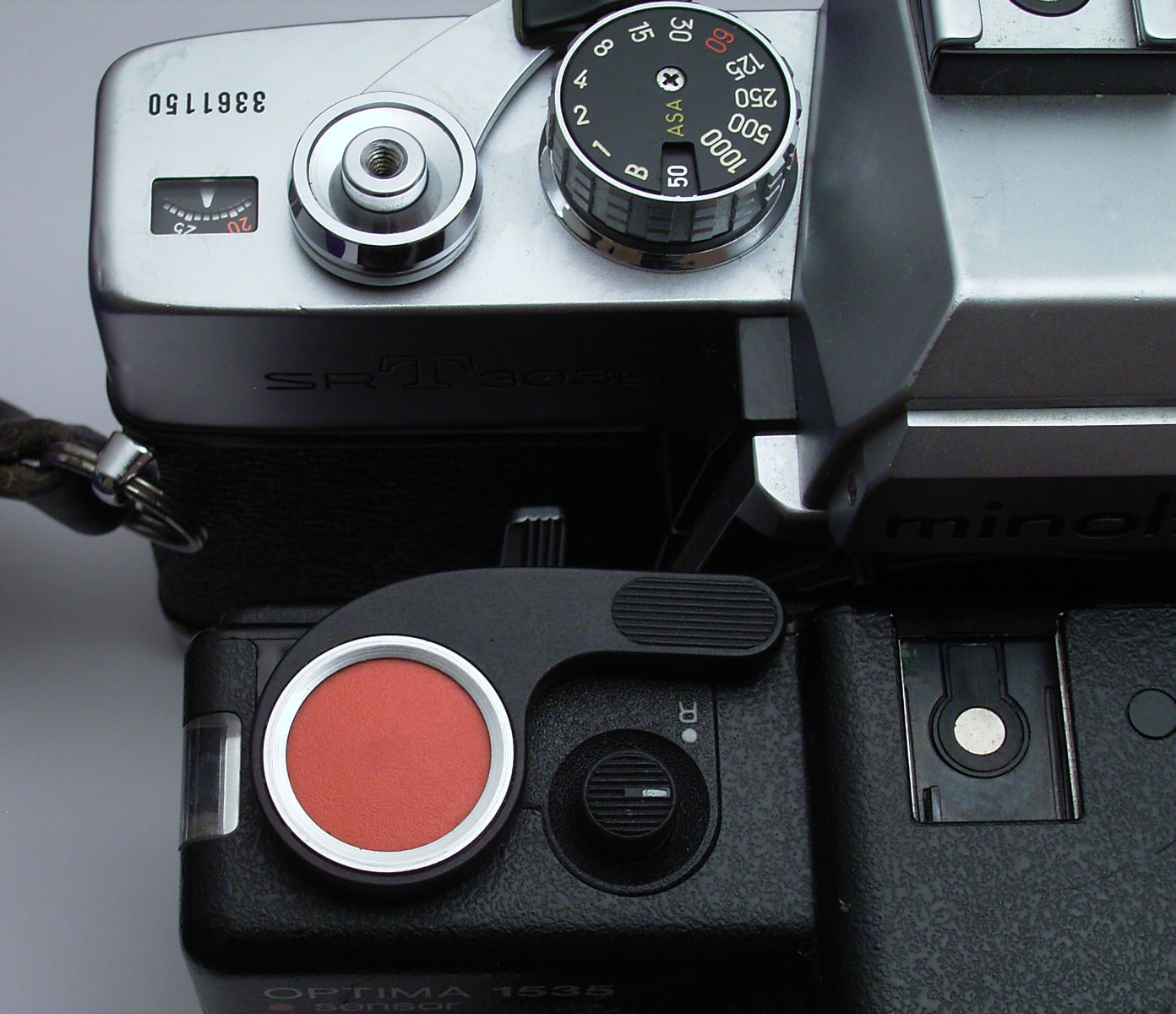
Auslöser an zwei verschiedenen Kleinbildkameras

Ein Auslöser ist eine Vorrichtung an einem Fotoapparat, einer Film- oder Videokamera, die die Belichtung einer Aufnahme startet. Meist ist der Auslöser ein Knopf rechts oben auf der Kamera. Die Auslösung kann mechanisch, elektrisch oder (selten) auch pneumatisch erfolgen. 
Neben dieser Hauptfunktion haben Auslöser oft noch zusätzliche Aufgaben:
- bei vielen älteren mechanischen Kameras mit Zentralverschluss wird der Verschluss gleichzeitig mit dem Auslösevorgang gespannt
- bei mechanischen Kameras ist im Auslöseknopf meist ein feines Gewinde für einen Drahtauslöser angebracht, um Vibrationen zu vermeiden;
  - hier konnte man auch einen aufziehbaren Selbstauslöser anschrauben
- bei fast allen elektronisch gesteuerten Kameras wird durch Berühren oder leichten Druck auf den Auslöser die Belichtungsmessung, die Fokussierung und die Bildstabilisierung aktiviert
- bei Kameras mit Messwertspeicher für Belichtung und Fokussierung bewirkt ein leichtes Andrücken des Auslösers ein Festhalten dieser Werte und ermöglicht so anschließend ein Ändern des Bildausschnitts
- einige Kameras bieten eine Anschluss- oder Montagemöglichkeit für einen Fernauslöser, bei vielen modernen Kompaktkameras fehlt dieser wichtige Anschluss jedoch und er scheint nur noch sogenannten professionellen Kameras vorbehalten zu sein.

Analoge Kameras mit Motorantrieb und die meisten Digitalkameras sind auch in der Lage, bei nur einer (längeren) Auslöserbetätigung mehrere Serienbilder zu fertigen.
Mit einem Selbstauslöser kann man die Aufnahme verzögert auslösen; bei modernen Kameras mit Menüsteuerung sind für den Zeitablauf meist 2, 10 und 20 Sekunden wählbar.